# Amfisbena

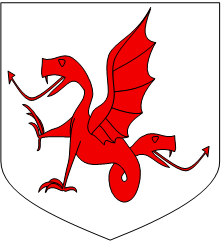
L'amfisbena com a figura heràldica

L'amfisbena és un monstre de la mitologia grega nascut del cap tallat de Medusa. És un rèptil de llarga cua que menja formigues i té dos caps, un a la cua. Pot llançar verí per matar les seves víctimes humanes. La seva aparença en el món de l'art va anar evolucionant fins a tornar-se un drac de dos caps, però disposat com un cercle (similar a l'Uròbor).
N'apareixen referències a les obres de Plini, Isidor de Sevilla o John Milton, entre d'altres. La llegenda afirma que protegeix l'embaràs de les dones.
També s'ha utilitzat com a figura heràldica, habitualment representada com una serp alada i amb potes (com un drac) amb dues testes, l'una al cap i l'altra a la cua.

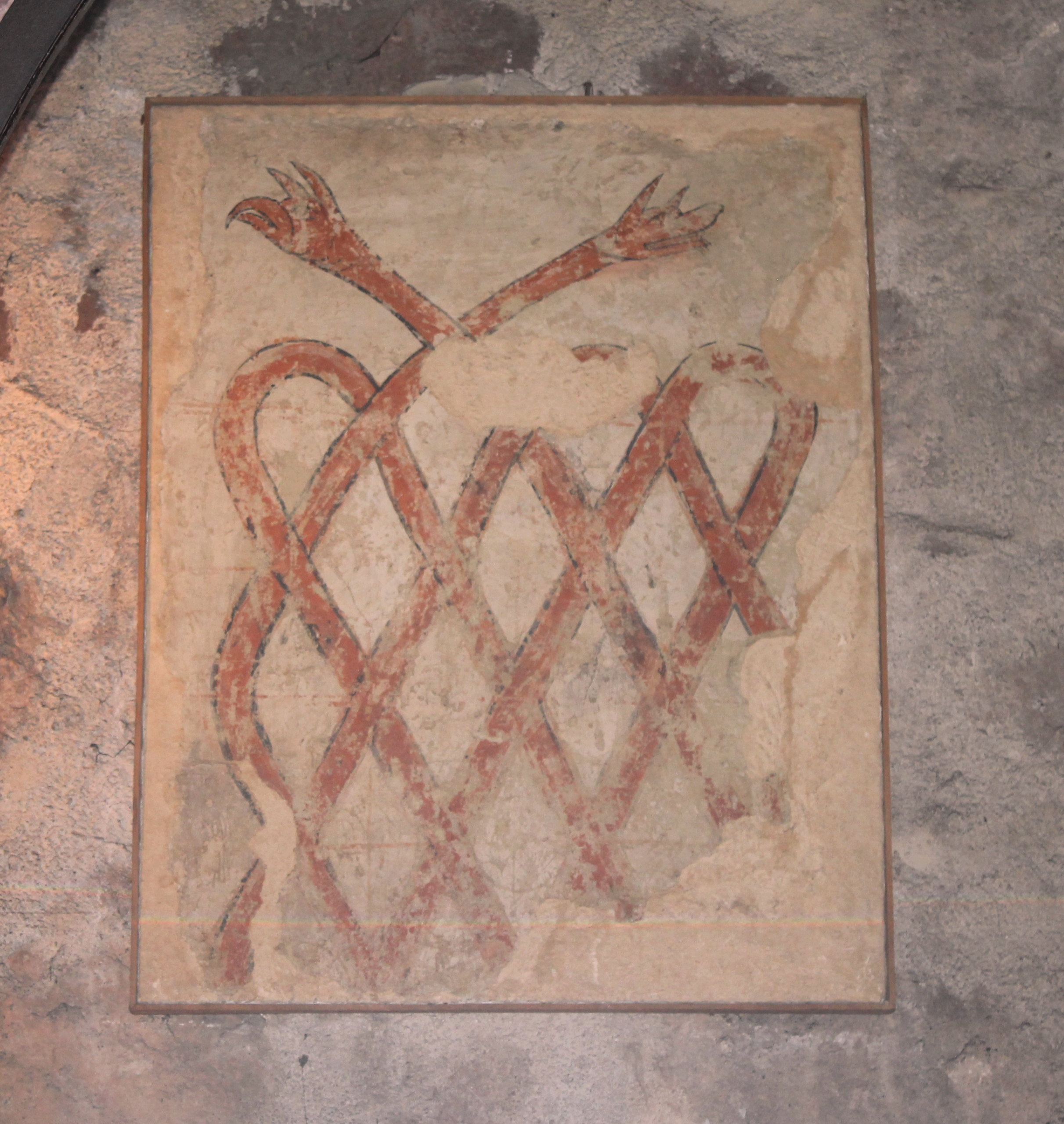
Amfisbena. Pintura romànica de l'Església de Sant Martí de Puig-reig.

A l'edat mitjana en trobem algunes escasses representacions, de simbologia mariana, i probablement relacionades amb el catarisme.